# غو فاند مي
غو فاند مي (بالإنجليزية: GoFundMe)‏ هو موقع تمويل جماعي أمريكي هادف للربح يتيح للأشخاص جمع للأموال. منذ 2010 حتى 2020 تم جمع 9 ملايين دولار من قبل 120 مليون متبرع.

## تاريخ
تأسست الشركة في مايو 2010 من قبل براد دامفوس وأندرو باليستر. كلاهما سبق لهما تأسيس شركة Paygr، وهي موقع ويب مخصص للسماح للأعضاء ببيع خدماتهم للجمهور. بدأ دامفوس وباليستر بإنشاء الموقع تحت اسم "CreateAFund" في عام 2008 ولكنهما غيّرا الاسم لاحقًا إلى GoFundMe بعد إجراء العديد من الترقيات على ميزات الموقع. تم بناء الموقع استنادًا إلى واجهة برمجة تطبيقات PayPal.
في مارس 2017، أصبحت GoFundMe أكبر منصة تمويل جماعي، حيث تولت جمع أكثر من 3 مليارات دولار منذ إطلاقها في عام 2010. تتلقى الشركة أكثر من 140 مليون دولار في التبرعات شهريًا وحققت عائدات بقيمة 100 مليون دولار في عام 2016. في يونيو 2015، تم الإعلان عن اتفاق دامفوس وباليستر على بيع أغلبية حصتهما في GoFundMe إلى Accel Partners وTechnology Crossover Ventures. وقد تنازل دامفوس وباليستر عن مسؤولياتهما اليومية في الشركة. قدرت الصفقة قيمة GoFundMe بنحو 600 مليون دولار. في يناير 2017، استحوذت GoFundMe على CrowdRise. الرئيس التنفيذي لشركة GoFundMe هو تيم كادوجان. باليستر لا يزال عضوًا في مجلس الإدارة ويمتلك حصة غير معلنة في الشركة.